# Zuthem
De havezate Zuthem stond ten zuiden van de Nederlandse stad Zwolle, provincie Overijssel. Van de havezate is alleen een bouwhuis bewaard gebleven dat onderdeel uitmaakt van een boerderij.

## Geschiedenis
De havezate is begin 15e eeuw gebouwd, maar reeds in 1338 was er sprake van leengoederen in de buurtschap Zuthem: de nog minderjarige Alof van Zuthem en zijn moeder Agnes werden toen met novale tienden en 14 morgen land beleend door het kapittel van de Deventerse Sint-Lebuïnuskerk. Toen Alof meerderjarig was, leende hij grote sommen geld om de Utrechtse bisschop Jan van Arkel financieel te kunnen ondersteunen, waarvoor hij hoogstwaarschijnlijk als dank de ridderslag terug ontving. Uiteindelijk zorgden de leningen voor problemen en zelfs oorlog, want de bisschop bleek niet in staat terug te betalen. Ook raakte Alof betrokken bij de twisten tussen de Heeckerens en Bronckhorsten en hij zou in 1361 sneuvelen in de slag bij Tiel.
Alofs gelijknamige zoon zette de strijd voort. Hoewel de kastelen van zijn bondgenoten werden verwoest, werd er geen melding gemaakt van een verwoest huis van Alof. Dit leidt tot de aanname dat op de Zuthemse goederen nog geen kasteel was gebouwd. De familie Van Zuthem woonde in die periode in Zwolle in het Hof van Zuthem.

### Bouw van de havezate
Na het overlijden van Alof in 1414 kwamen zijn Zuthemse bezittingen terecht bij zijn zus Agnes en daarmee bij haar echtgenoot Egbert Hako van den Rutenberg. Deze edelman had in 1389 zijn huis Rutenberg te Dalfsen weer opgebouwd nadat de Utrechtse bisschop het in 1380 had verwoest. In Zuthem bouwde Hako nu ook een nieuw huis, met toestemming van zijn vroegere tegenstanders Kampen, Zwolle en Deventer, mits hij beloofde om het kasteel niet tegen hen of de bisschop te gebruiken.

### Verwoesting en herbouw
Na Hako’s overlijden in 1422 gingen het kasteel Zuthem en het Zwolse Hof van Zuthem over naar zijn zoon Alof. Die overleed in 1462 en zijn zoon Egbert Hako erfde de goederen, die het op zijn beurt in 1477 weer naliet aan zijn minderjarige zoon Alof van den Rutenberg. Deze Alof raakte in 1520 betrokken bij de oorlog tussen Zwolle en Kampen, waar ook hertog Karel van Gelre zich mee ging bemoeien. In 1521 kwam Alof samen met andere Overijsselse ridders bijeen in Ommen, maar ze werden door Zwollenaren en Geldersen gevangen genomen; kasteel Zuthem werd vervolgens verwoest. Alof vestigde zich hierna in het Hof van Zuthem, dat bij verder uitbouwde.
Het huis te Zuthem werd pas in 1561 weer herbouwd door Adolf Haeck van den Rutenberg (1545-1582) en zijn vrouw Helena Ripperda van Boxbergen (1585). Hun zoon Unico, getrouwd met Johanna Mulert, zou de havezate Zuthem erven en werd in 1610 toegelaten tot de Ridderschap van Overijssel, mits hij van de havezate zijn woonplaats zou maken.
Unico overleed in 1622. Zijn zoon Adolf erfde de havezate en het huis in Zwolle en zou samen met zijn vrouw Wilhelmina van Bronckhorst afwisselend op beide huizen vertoeven in pracht en praal. Hij overleed echter al in 1629. Zijn testament zou nog voor juridische problemen zorgen, omdat hij geen rekening had gehouden met het zogenaamde leenrecht: de havezate was namelijk een leengoed en die kon hij alleen nalaten aan zijn oom Diederik van den Rutenberg. Uiteindelijk kwam het in 1633 tot een vergelijk en de havezate ging naar de kinderen van de inmiddels overleden Diederik.
De familie Van den Rutenberg was door hun uitgavenpatroon en de kostbare processen rondom de erfenissen in financiële problemen gekomen. Unico Otto van den Rutenberg – sinds 1640 met Zuthem beleend – kwam de schulden niet te boven en werd in 1656 failliet verklaard. Zijn broer Matthias Albert kocht de havezate uit de failliete boedel en trouwde met de welgestelde Fosette Hommens, waarna het echtpaar het financieel wist vol te houden door zuinig te leven. De waarde van de havezate was echter dermate gekelderd dat Matthias Albert niet toegelaten werd tot de Ridderschap. Nadat hij in 1669 was overleden, hertrouwde Fosetta met Diederik van Haersolte tot de Laeuwyck. Via zijn familie kwam de havezate in 1677 terecht in de familie Van Pallandt.

### Nieuwbouw
De havezate Zuthem was eind 17e eeuw vervallen geraakt. In 1675 was het huis zelfs onbewoond. Tien jaar later wist Adolf Werner van Pallandt nog wel lid van de Ridderschap te worden dankzij het bezit van de havezate, maar het huis voldeed niet meer en werd door Adolf vervangen door nieuwbouw. Nadat hij in 1706 was gesneuveld in de Spaanse successieoorlog ging de havezate eerst over op zijn vrouw, daarna op hun oudste zoon Adolf Werner Maurits en in 1721 op zijn jongere broer Elbert Anthony.

### Tekenaars op bezoek
In 1730 bezochten de tekenaars Cornelis Pronk en Abraham de Haen en hun beschermheer Andries Schoemaker de regio. Zij maakten hier afbeeldingen van de verschillende havezaten, waaronder Zuthem. Tijdens hun bezoek aan Zuthem werden zij door de weduwe van Adolf Werner ontvangen. Zij kregen een drankje aangeboden en een rondleiding door het huis.
De tekening die Pronk en De Haen van het huis maakten, toont een rouwbord boven de ingang. Dit bord hing er ter herinnering aan de in 1729 overleden Anna Agnes Charlotte Elisabeth.

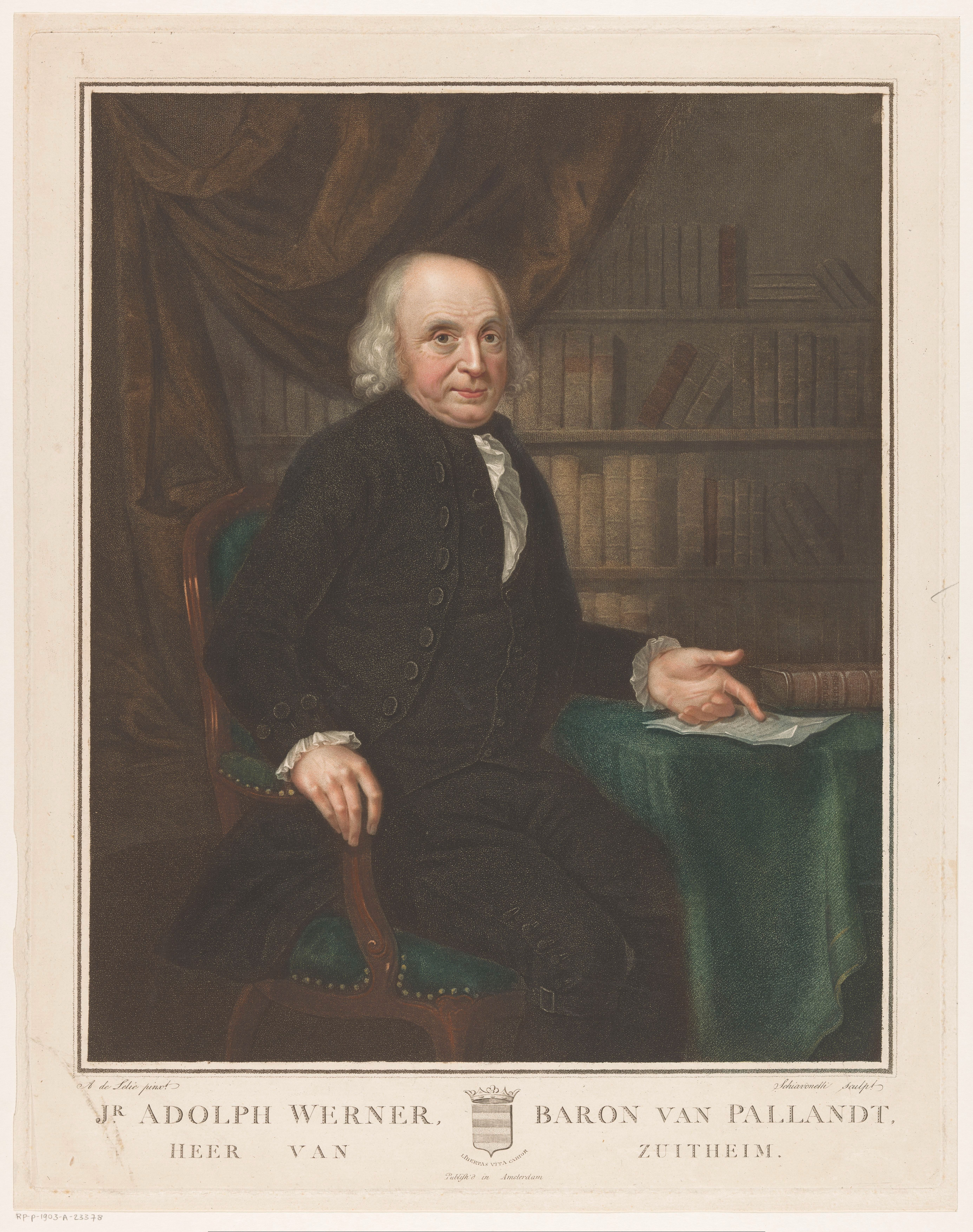
Adolph Werner van Pallandt tot Zuthem (circa 1800)

### Patriot
Elberts zoon Adolf Werner van Pallandt tot Zuthem werd in 1760 met de havezate beleend. Zijn huwelijk met de niet-adellijke Adelgonde Rogge werd door zijn familie niet erg gewaardeerd, maar ze kwam ze uit een rijke familie en haar geld kwam goed van pas. Adolf was drost van IJsselmuiden en stond aan de kant van de patriotten. Samen met de patriot Joan Derk van der Capellen tot den Poll wist hij de zogenaamde drostendiensten af te schaffen, zodat boeren niet langer twee keer jaar gratis arbeid voor de drost hoefden te verrichten.
Toen stadhouder Willem V echter in 1788 weer de macht naar zich toe wist te trekken moest Adolf vluchten en via Antwerpen kwam hij in het Franse Saint Omar terecht. Hij keerde weer terug naar Zuthem toen de Fransen in 1793 de Republiek binnenvielen en werd hierna onder andere landdrost van Salland. Adolf overleed in 1803 en werd - net als zijn voorgangers uit de 14e en 15e eeuw - begraven in de Zwolse Betlehemkerk.

### Sloop
Adolf had geen kinderen en liet de havezate in 1803 na aan zijn neef Anthony Coenraad van Haersolte tot den Doorn. Deze liet in 1807 het woonhuis afbreken en er bleven alleen de twee bouwhuizen met landerijen over. Het landgoed Zuthem vererfde binnen de familie totdat Rutger Goert Antonie Zwier van Haersolte in 1916 het landgoed verkocht aan Leendert Groenveld. Hierna wisselde het nog enkele malen van eigenaar.
In 1927 brandde het bouwhuis uit. In 1978 leidde het verkavelen van de landerijen tot het dempen van de grachten.

## Beschrijving
Het eind 17e eeuw gebouwde huis was gebouwd in een Hollands classicistische stijl, waarbij de ontwerpen van de architect Philips Vingboons als inspiratie hadden gediend. Het rechthoekige huis telde twee verdiepingen onder een schilddak en op de tympaan prijkte het wapen van Van Pallandt. Op het plein voor het huis stond een bouwhuis; in de 18e eeuw werd nog een tweede bouwhuis toegevoegd. Rondom het complex lag een gracht. Aan de overzijde van de straat was een Grand Canal gegraven van 500 meter lengte, met bomenrijen aan weerszijden. Aan de noord- en zuidzijde van de havezate lagen geometrische tuinen.
Van de havezate resteren anno 2024 alleen nog een bouwhuis en een restant van het Grand Canal. De boerderij dateert uit de 20e eeuw.
Den Aalshorst · Den Alerdinck · Huis Almelo · Arkelstein · Averbergen · Azoelen · Backenhagen · Bellinckhof · Den Berg · Huis Bergentheim · Beugelskamp · Beverfeurde · Blankena · Hof te Boekelo · Borgbeuningen · Havezate Boskamp · Boxbergen · Havezate Brecklenkamp · Bredenhorst · Buckhorst · Campherbeek · Colckhof · Den Dam · Huis Diepenheim · Dingshof · Dubbelink · Kasteel Eerde · Egede · Havezate Elsen · Everlo · Landgoed Frieswijk · Glinthuis · Huis Gramsbergen · Grimberg · Grotenhuis · De Haere · Haerst · Hagmeule · Slot Hardenberg · Huis Heeckeren · Huis Hengelo · Herxen · Hofstede · Hogenhof · Hondeborg · Katenhorst · Kevelham · Kranenburg · De Kuile · Het Laar · Leemcule · Luttenberg · Mataram · Mennigjeshave · Nijenhuis (Diepenheim) · Nijenhuis (Olst-Wijhe) · Oldemeule · Olidam · Oosterhof · Huis te Ootmarsum · Den Ordel · Pekkedam · Pothof · Rande · Kasteel Rechteren · Het Reelaer · Rhaan · Rutenberg · Huis Saasveld · Havezate Schoonheten · Havezate Schuilenburg · Singraven · Stoevelaar · Kasteel Toutenburg · Twickel · Vechterweerd · Venebrugge · Kasteel Voorst · Warmelo · Wegdam · Weldam · Weleveld · Huis Werkeren · Westerflier · Wittenstein · Zuthem
Ahnem · Den Alerdinck · Arendshorst · Arkelstein · Averbergen · Beerze · Den Berg · Bergentheim · Blankena · Borgele · Boskamp · Boxbergen · Bredenhorst · Buckhorst · Campherbeek · Collendoorn · Den Dam · Dieze · Dingshof · Den Doorn · Hof te Dorth · Eerde · Egede · De Gelder · Gerner · Glinthuis · Gramsbergen · De Groote Scheere · De Grote Weede · De Haere · Haerst · Hagenvoorde · Heemse · Herxen · Hoenlo · Hofstede · 't Hogeholt · Hogenhof · 't Hoogehuis · Junne · Kranenburg · Krijtenberg · De Kuile · Het Laar · Langeveldslo · Leemcule · Luttenberg · Melenhorst · Mennigjeshave · Nijenhuis · Oosterveen · Den Ordel · De Pol · Pothof · Rande · Rechteren · Het Reelaer · Rhaan · Rollecate · Rutenberg · Schoonheten · Schuilenburg · Vechterweerd · Velner · Venebrugge · Verborg · Voorst · Vrieswijk · Werkeren · Westerveld · Windesheim · Wittenstein · Wolfshagen · Zuthem